# SES (entreprise)
Pour les articles homonymes, voir SES.
SES SA est le premier fournisseur de services de télécommunications par satellites au monde avec plus de 2 milliards d'euros de chiffre d'affaires. 
La société, basée à Betzdorf au Luxembourg, est créée en 1985 sous le nom de Société Européenne des Satellites (SES). Le premier satellite, ASTRA 1A est lancé en décembre 1988.
SES dispose d’une flotte de plus de 70 satellites en orbite géostationnaire et 700 en orbite terrestre moyenne qui couvrent la totalité du globe,. Ces satellites diffusent près de 8 500 chaînes TV et radio (janvier 2021) (dont plus de 3000 en Haute ou Très Haute Définition) à plus de 361 millions de foyers dans le monde ; ils proposent par ailleurs des services de communication par satellite pour entreprises, opérateurs de télécommunication et agences gouvernementales. 
SES est coté au Luxembourg Stock Exchange et à Euronext Paris sous le code SESG, elle est une composante des indices boursiers LuxX, CAC Next 20 et Euronext 100.

## Historique

### L'origine de la SES
En 1977, une conférence de l'Union Internationale de Télédiffusion se tient à Genève. Cinq fréquences pour la diffusion directe par satellite y sont attribuées à chaque pays européen. Lorsque le gouvernement Werner-Thorn-Flesch prend fonction en 1979, l'exécutif luxembourgeois voit l'industrie de l'audiovisuel comme un moyen de diversification de l'économie luxembourgeoise – le Luxembourg est touché par la crise sidérurgique dès le milieu de la décennie 1970.
La Compagnie Luxembourgeoise de Télédiffusion (CLT) obtient la concession des fréquences d'émissions par satellite. Dès la fin de 1981, le gouvernement luxembourgeois et la CLT conçoivent le projet LuxSat. Celui-ci serait alors le premier projet télévisuel privé en Europe. Toutefois, contrairement au management de la CLT, les actionnaires, majoritairement français, hésitent à financer LuxSat. En mars 1982, Pierre Werner impose alors un ultimatum à la CLT : la société doit décider de réaliser LuxSat d'ici le 15 mai 1982. Si la CLT abandonne le projet, l'État luxembourgeois céderait les fréquences à d'autres concessionnaires.
Les actionnaires de la CLT renoncent au projet LuxSat. L'ambassadeur luxembourgeois aux États-Unis, Adrien Meisch, introduit alors Clay T. Whitehead, ancien conseiller du président américain Richard Nixon et Chef du U.S. Office of Telecommunication Policy, à Pierre Werner. Whitehead contribue à la libéralisation du secteur télévisuel aux États-Unis ainsi qu’au développement de la nouvelle génération de satellites de moyenne puissance dans les années 1970 – capables de diffuser seize chaînes au lieu de 4 à 5 et dont le coût de production est moins élevé que celui de diffusion directe par satellite (environ la moitié du coût).
En août 1983, le gouvernement luxembourgeois et Whitehead se lancent alors dans un projet commun qui vise à louer des canaux à des programmeurs de diverses origines. L'État luxembourgeois est alors disposé à céder les droits de diffusion à Whitehead, chargé de trouver des investisseurs pour le projet, appelé GDL. Toutefois, le GDL fait face à de nombreuses critiques. D'abord, la CLT est sceptique envers les satellites de moyenne puissance. Puis, sur le plan international, le gouvernement français de Pierre Mauroy, soucieux de la protection et de la promotion de la culture française, voit « dans le projet luxembourgeois un cheval de Troie américain » - le projet est dorénavant baptisé le « satellite Coca-Cola ». Finalement, l’opposition interne au Luxembourg, particulièrement de la part du parti socialiste, s’exprime également contre le projet.
En raison de ces tensions diplomatiques et politiques, Whitehead n'arrive pas à trouver des investisseurs. Selon René Steichen–  président du Conseil d'administration de la SES entre 1996 et 2013 – , « le projet avait pratiquement échoué » à ce stade.
Lorsque le gouvernement Santer-Poos I prend fonction en 1984, le Premier ministre Jacques Santer parvient à convaincre les socialistes luxembourgeois de la pertinence du projet. Ainsi, l'État luxembourgeois vote une garantie de 3,6 milliards de francs luxembourgeois (environ 90 millions d'euros) – assurant ainsi les risques financiers. Le capital est assuré par diverses banques telles que la Deutsche Bank, Dresdner Bank et la BIL. Le premier client est Rupert Murdoch.

### Débuts européens

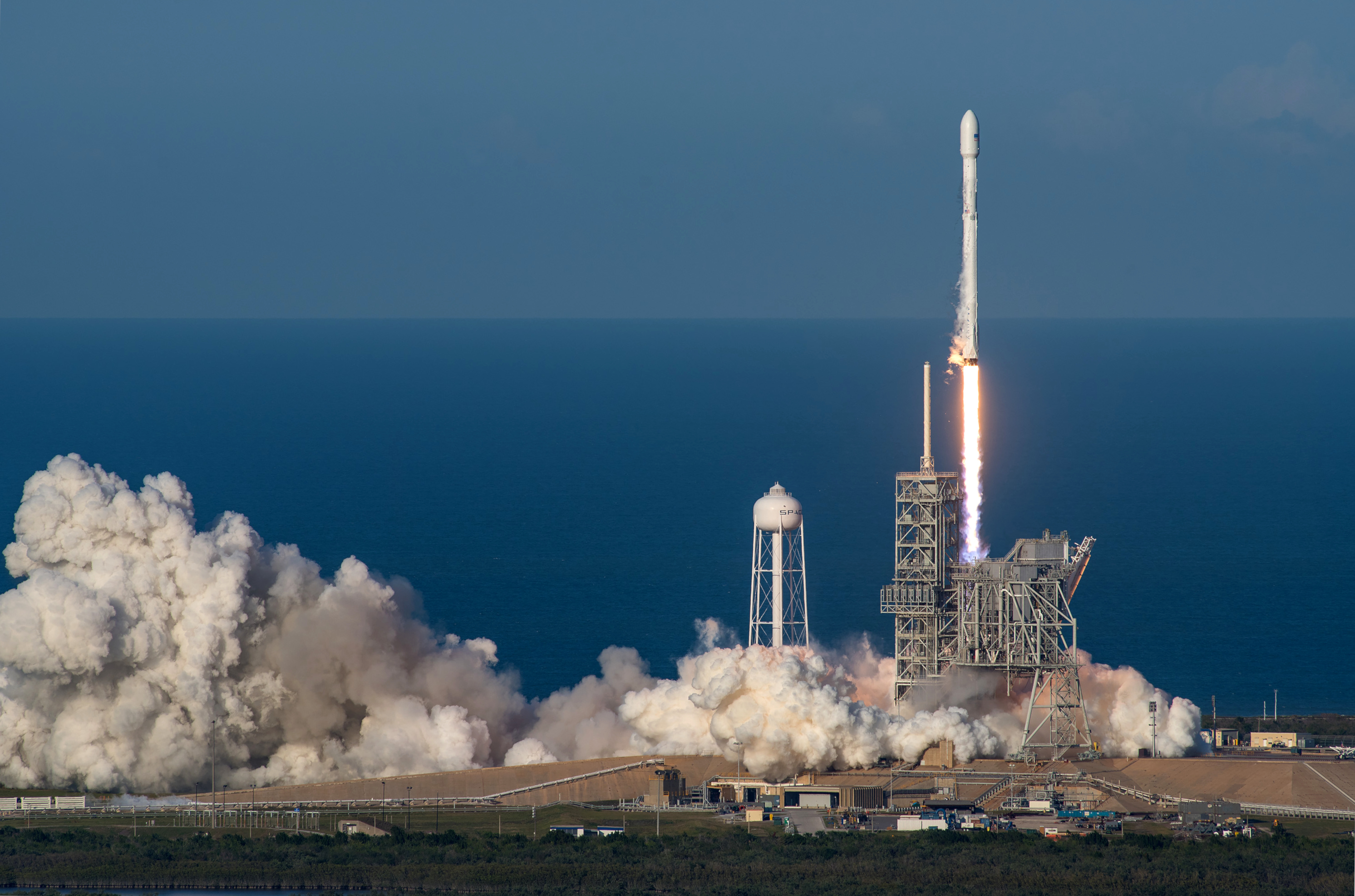
Lancement du satellite SES-10 par SpaceX en mars 2017.

SES est créée en 1985 au Luxembourg. L'État du Grand-Duché de Luxembourg demeure un actionnaire de SES.
En 1988, SES voit son premier satellite, Astra 1A, être lancé. Il émet vers l’Europe et propose des services de télévision par satellite en réception directe (DTH) mais également vers les câblo-opérateurs.
En 1990, SES s'associe à Canal HD faisant de ce dernier son principal distributeur en télécommunication.
En 1998, les actions de SES sont introduites en bourse. La société est alors valorisée à 223 milliards de francs luxembourgeois (36 milliards de francs français).
En 1999, 2,1 millions de foyers français reçoivent des chaînes de télé par les satellites Astra de SES, contre 1,9 million pour son concurrent Eutelsat.

### Croissance internationale
En 1999, SES s'empare de 34,13 % du capital de la Asia Satellite Telecommunications Holding Ltd (AsiaSat).
En 2000, SES acquiert 50 % du capital de Nordic Satellite AB (NSAB) et une participation de 19,99 % dans Embratel Satellite Division.
En 2001, SES devient SES Global à la suite de l'acquisition à 100 % de GE Americom, opérateur américain de satellites de diffusion. Par la même occasion, deux nouvelles sociétés sont créées, à savoir SES ASTRA S.A. pour l'Europe et SES Americom pour les Amériques. Les firmes possédées à 100 % par SES Global et ses partenaires gèrent une flotte de 41 satellites couvrant le monde entier.
En 2004, SES Global augmente à 75 % sa participation dans NSAB Sirius, opérateur de satellites de télécommunications basé en Suède, qui devient SES Sirius.
En 2005, SES Global prend des participations dans l’opérateur de satellites Ciel au Canada (70 %) et QuetzSat au Mexique (49 %). 
En mai 2006, SES Global conclut l'acquisition de l'opérateur de satellites New Skies Satellites basé aux Pays-Bas qui devient SES New Skies. SES Global redevient SES.
En 2007, SES porte sa participation dans SES Sirius à 90 % et se défait de ses participations dans AsiaSat et Star One.
En 2020, la société annonce une baisse de bénéfice de 50% sur le premier semestre, en raison d'une augmentation de la fiscalité et de la crise due à la Pandémie de Covid-19. Elle annonce également une restructuration avec fermeture de bureaux et diminution de l'effectif global de 15%, sur un total de 2 100 employés dans le monde dont environ 600 au Luxembourg. En 2020, la société possède 70 satellites en orbite.

### Diversification des métiers
En 2008, SES s’engage aux côtés de Eutelsat dans une entreprise commune, Solaris Mobile, qui commercialise des services pour la réception mobile par satellite en Europe sur la bande de fréquence S. 
En 2009, SES devient actionnaire de O3b Networks, un projet de constellation satellitaire destiné à servir les régions du monde en développement, et prend une participation dans YahLive, une coopération avec l'opérateur Yahsat basé dans les Émirats arabes unis. SES Americom et SES New Skies deviennent SES World Skies. En novembre, la société lance un bouquet de chaînes télévisées allemandes par satellite nommé HD+.
En septembre 2011, SES fait disparaître les marques commerciales SES Astra et SES World Skies. 
En février 2012, SES met en orbite le nouveau satellite amiral SES-4. Lancé dans l'espace depuis le cosmodrome de Baïkonour à bord d'un lanceur ILS Proton Breeze M à 01 h 36 heure locale, soit 20 h 36 heure de Paris, le 14 février 2012. Ce nouveau satellite est basé sur la plate-forme Space Systems/Loral 1300, dont la durée de vie est de quinze ans ou plus. Il s'agit du 50e satellite de la flotte mondiale de SES, dont il est également le fleuron puisqu'il est le plus grand et le plus puissant du parc. Il remplace le satellite NSS-7 à 338° E et renforce la capacité disponible sur cette position orbitale.
Le 1er juillet 2016, SES finalise l'acquisition de O3b Networks pour un montant de 730 millions de dollars.
En 2017, SES annonce le lancement du projet O3b mPOWER : un groupe de 11 satellites à grande capacité de connexion, construits par Boeing et déployés par la fusée Falcon 9 de SpaceX, mis en place en orbite moyenne à partir de 2021. En février 2020, le croisiériste Carnival Group et Orange signent un partenariat pour exploiter les capacités d’O3b mPOWER.
En avril 2024, SES annonce l'acquisition d'Intelsat pour 3,1 milliards de dollars, après une précédente tentative d'acquisition en 2023 d'Intelsat, qui s'était déroulé après la restructuration financière des deux entreprises en 2022.

## Innovation
Le 30 mars 2017, SES est le premier opérateur de satellites à faire appel à SpaceX en lançant son satellite SES-10 à bord d'un lanceur dont le premier étage est déjà utilisé lors de la mission de ravitaillement CRS-8 de la Station spatiale internationale.
En mai 2018, SES a diffusé pour la première fois une émission en définition ultra-haute définition (ou 8K) grâce à son satellite Astra 3B à l’occasion de la conférence Industry Days : une résolution de 7680 x 4320 pixels à un taux de rafraîchissement de 60 frames/s, en couleurs 10 bits et à un débit de 80 Mbit/s.
En septembre 2019, SES est devenu partenaire des services Microsoft Azure ExpressRoute, permettant la connexion à des réseaux privés pour les navires, aéronefs, industries et gouvernements utilisant les services cloud d’Azure grâce à son réseau géostationnaire et d’orbite terrestre moyenne O3b MEO.
Le partenariat avec SpaceX est renforcé en 2020 avec un accord pour le lancement des satellites de télécommunication de grande capacité O3b mPOWER, utilisés notamment par Carnival Cruise et Orange.

## Activités

### SES Video
La branche SES dédiée à la vidéo commercialise et distribue des services de télévision par câble, satellite et IPTV.
En 2019, SES Satellites diffuse plus de 8 150 chaînes de télévision, dont 2 960 en haute définition et 59 en ultra-haute définition. En tout, plus de 367 millions de foyers reçoivent des chaînes de télévision transmises par SES.

### SES Networks
La branche réseaux fournit des solutions de connexion, essentiellement aux entreprises de télécoms, de cloud computing, à des secteurs qui ont des besoins de géolocalisation exigeants, qu’ils soient commerciaux (croisières, énergie, transport aérien et maritime, forages) ou non (défense, humanitaire).
SES Networks comprend les satellites du réseau O3b MEO, GovSat (un partenariat public-privé à participation égale 50-50) ainsi qu’une filiale SES Government Solutions.

## Flotte de satellites

### ASTRA
La SES prend le parti de proposer une offre innovante et différente de ce que propose la concurrence de l'époque : la réception directe par le client, un satellite de puissance moyenne permettant une réception avec des antennes de type classique de plus en plus abordables, une couverture Européenne, une plate-forme technique  fiable et éprouvée et surtout, le co-positionnement de satellites. ASTRA ouvre ainsi une "flotte satellitaires" positionnée à 19,2° EST. Le téléspectateur peut ainsi recevoir un grand nombre de chaines en provenance de plusieurs satellites, avec une simple antenne parabolique fixe mono-tête. La SES poussera ce principe à son maximum technique : 8 satellites (de ASTRA 1A à 1H). Avoir des satellites co-positionnés demandent une gestion plus fine de leur position dans l'espace mais permet également de faire rapidement face à une panne en basculant une chaine sur un autre répéteur en cas de besoin.  
Plus tard, le numérique va démultiplier le nombre de chaines et les éditeurs de chaines vont préférer cibler leur zone de diffusion en raison des droits d'auteurs ce qui réduira l'intérêt du concept. C'est ainsi que la SES proposera une seconde offre positionnée à 28,2° EST à destination du Royaume-Uni (ASTRA 2 en août 1998) puis une troisième position à 23,5° EST principalement destinée aux pays-bas et à l'Europe de l'est (ASTRA 3 en 2002).  
ASTRA 1 à 19,2° EST : Les satellites ASTRA 1 diffusent sur l'Europe depuis la position orbitale de 19,2° EST. Une antenne parabolique d'au moins 60 cm de diamètre suffit pour les recevoir, voire moins sur la seule partie centrale des 4 faisceaux où des antennes "plates" plus discrètes sont utilisables. ASTRA 1A propose 16 chaînes analogiques, ce qui est beaucoup pour l'époque. Le premier client à signer avec la SES sera BSKYB, et grâce à l'échec des projets nationaux (TDF1/2, TVSAT1/2, MARCO POLO...) le succès arrivera rapidement. ASTRA 1A sera rejoint au fil des années par les satellites ASTRA 1B, 1C, 1D, 1E, 1F, 1G puis 1H faisant de ASTRA 1 une position phare pour l'Europe avec de nombreuses chaînes allemandes principalement en clair, diverses chaines Européennes gratuites et payantes ainsi que de nombreuses radios. ASTRA alimente également les têtes de réseaux câblés. 
L'arrivée du numérique va multiplier la capacité de la flotte et réduire les coûts de diffusion, permettant d’accueillir des bouquets de chaines françaises, espagnoles, allemandes et d'autres nationalités qui changeront de noms au fil des années ou des rachats (CANAL, SKY DEUTSCHLAND, TNTSAT, etc.). 
L'étape suivante sera le passage en Haute Définition selon le choix des diffuseurs et la place disponible sur les satellites. La diffusion analogique sur ASTRA 1 a pris fin le 30 avril 2012 à 3 h. 
Depuis l'été 2012, la flotte Astra à 19,2° E se compose de 4 satellites : Astra 1KR, Astra 1L, Astra 1M et Astra 1N.  
ASTRA 2 à 28,2° E : les satellites 2E, 2F et 2G diffusent depuis 1998 à destination des îles Britanniques.
ASTRA 3 à 23,5° E : le satellite ASTRA 3B fournit des services de télécommunications principalement à destination de l'Allemagne, ainsi que l'internet par satellite sur une grande partie de l'Europe.
ASTRA 4 à 5° E : au-dessus de l'océan Atlantique, le satellite ASTRA 4A permet de desservir l'Europe ainsi que l'Afrique sub-saharienne.
ASTRA 5 à 31,5° E : le satellite diffuse sur l'Europe centrale et orientale.

### O3b et O3b mPOWER
En 2009, SES annonce son intention d’investir dans le réseau O3b Networks, un projet financé par Google, HSBC et John Malone visant à établir une constellation de satellites en orbite Terrestre moyenne (Medium Earth Orbit en anglais) pour fournir une connexion Internet à haut débit et faible latence dans les pays émergents ("the Other 3 billion" : les 3 autres milliards d’humains).
Les premiers satellites d'O3b sont construits par Thales Alenia Space et lancés par grappes le long de l’équateur. La première grappe de 4 satellites a été déployée par un lanceur Soyouz en 2013, deux autres grappes de 4 satellites ont été mis en orbite en 2014, une quatrième en 2018. 
À partir de 2020, les 11 nouveaux satellites de la constellation sont construits par Boeing Satellite Systems International, elle prend le nom d'O3b mPOWER.